# Eucelatoria cingulatus
Eucelatoria cingulatus är en tvåvingeart som först beskrevs av Ignaz Rudolph Schiner 1868.  Eucelatoria cingulatus ingår i släktet Eucelatoria och familjen parasitflugor. Inga underarter finns listade i Catalogue of Life.